# Jevhen Konopljanka
Jevhen Olehovyč Konopljanka (in ucraino Євген Олегович Коноплянка?; Kropyvnyc'kyj, 29 settembre 1989) è un ex calciatore ucraino, di ruolo centrocampista o ala.

## Caratteristiche tecniche
Ala sinistra, è un fantasista capace di giocare anche a destra e come seconda punta, destro di piede con buone capacità di calciare anche di sinistro. Fa della grande velocità, della tecnica e del tiro dalla distanza i suoi punti di forza.

## Carriera

### Club

#### Dnipro

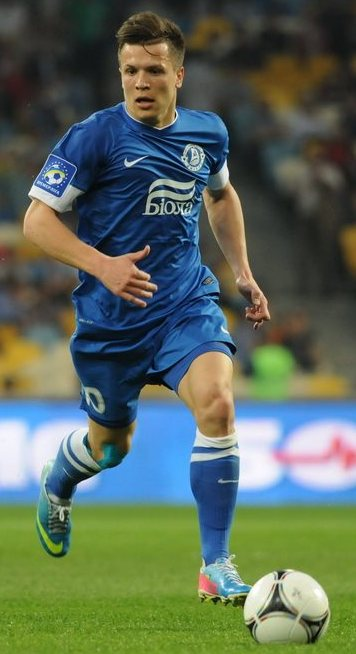
Konopljanka con la maglia del Dnipro nel 2013

Cresciuto nelle giovanili del Dnipro, ha fatto il suo esordio in campionato il 26 agosto 2007, subentrando all'83' nella gara contro lo Zakarpattja. Nella stagione successiva le presenze in squadra aumentano, ma sempre disputando scampoli di incontri: è a partire dal 2009-2010 che conquista un posto fisso in squadra. Al suo primo incontro da titolare contro lo Zorja mette a segno anche il suo primo gol.
In seguito diventa un titolare fisso nella squadra, conquistando anche un posto in nazionale.
Le continue prestazioni positive (fu uno degli artefici della cavalcata del Dnipro nella Europa League 2014-2015, avventura chiusa con la sconfitta in finale per 3-2 contro il Siviglia) fruttarono l'interesse di numerosi top club europei. A fine stagione alla scadenza del contratto lascia la squadra dopo aver collezionato 211 presenze e 45 goal complessivi.

#### Siviglia
Il 9 luglio 2015 firma un contratto quadriennale con gli spagnoli del Siviglia.. L'11 agosto 2015 gioca la sua prima gara ufficiale con il Siviglia nella Supercoppa Europea contro il Barcellona, conclusasi con la sconfitta 5-4 ai tempi supplementari, dopo che lo stesso giocatore ucraino aveva segnato il gol del 4-4.

#### Schalke 04
Il 30 agosto 2016 il giocatore si trasferisce in prestito con obbligo di riscatto ai tedeschi dello Schalke 04, dopo solo un anno di permanenza tra le file degli spagnoli. Il 1 luglio 2017 viene riscattato per 12,5 milioni di euro.

#### Shakhtar
Il 2 settembre 2019 firma un contratto triennale con lo Shakhtar Donetsk. Il 14 settembre 2019 debutta con lo Shakhtar nel campionato ucraino contro la Zorja, conclusasi con la vittoria per 4-3 in cui il giocatore si presenta con un assist.

### Nazionale
Ha giocato nelle varie nazionali giovanili ucraine (Under 18, Under 19 e Under 21), partecipando al Campionato europeo di calcio Under-21 2011.
Il 25 maggio 2010 ha fatto il suo esordio nell'amichevole contro la Lituania, giocando da titolare. Quattro giorni più tardi ha messo a segno il suo primo gol nella gara (sempre amichevole) contro la Romania.
Ha preso parte alla sfortunata edizione casalinga del Campionato europeo di calcio 2012, giocando titolare in tutte e tre le gare disputate dalla sua nazionale.
L'11 settembre 2012 ha messo al segno il suo primo gol in partite da tre punti, segnando il gol del temporaneo vantaggio contro l'Inghilterra in una partita valida per le Qualificazioni al campionato mondiale di calcio 2014.
Convocato per gli Europei 2016 in Francia, come la sua nazionale non brilla nella manifestazione, venendo eliminato già nella fase a gruppi. Cinque anni dopo, dopo essere stato inizialmente escluso, viene nuovamente convocato per gli europei.

## Statistiche

### Presenze e reti nei club
Statistiche aggiornate al 21 agosto 2023.
| Stagione           | Squadra            | Campionato         | Campionato | Campionato | Coppe nazionali | Coppe nazionali | Coppe nazionali | Coppe continentali | Coppe continentali | Coppe continentali | Altre coppe | Altre coppe | Altre coppe | Totale | Totale |
| Stagione           | Squadra            | Comp.              | Pres.      | Reti       | Comp.           | Pres.           | Reti            | Comp.              | Pres.              | Reti               | Comp.       | Pres.       | Reti        | Pres   | Reti   |
| ------------------ | ------------------ | ------------------ | ---------- | ---------- | --------------- | --------------- | --------------- | ------------------ | ------------------ | ------------------ | ----------- | ----------- | ----------- | ------ | ------ |
| 2007-2008          | Dnipro             | VL                 | 2          | 0          | KU              | 1               | 0               | -                  | -                  | -                  | -           | -           | -           | 3      | 0      |
| 2008-2009          | Dnipro             | PL                 | 11         | 0          | KU              | 0               | 0               | -                  | -                  | -                  | -           | -           | -           | 11     | 0      |
| 2009-2010          | Dnipro             | PL                 | 22         | 4          | KU              | 2               | 0               | -                  | -                  | -                  | -           | -           | -           | 24     | 4      |
| 2010-2011          | Dnipro             | PL                 | 25         | 6          | KU              | 3               | 0               | UEL                | 3                  | 0                  | -           | -           | -           | 31     | 6      |
| 2011-2012          | Dnipro             | PL                 | 28         | 8          | KU              | 2               | 1               | UEL                | 2                  | 0                  | -           | -           | -           | 32     | 9      |
| 2012-2013          | Dnipro             | PL                 | 20         | 2          | KU              | 3               | 0               | UEL                | 9                  | 3                  | -           | -           | -           | 32     | 5      |
| 2013-2014          | Dnipro             | PL                 | 27         | 8          | KU              | 1               | 1               | UEL                | 8                  | 4                  | -           | -           | -           | 36     | 13     |
| 2014-2015          | Dnipro             | PL                 | 21         | 7          | KU              | 4               | 0               | UCL+UEL            | 2+15               | 0+1                | -           | -           | -           | 42     | 8      |
| Totale Dnipro      | Totale Dnipro      | Totale Dnipro      | 156        | 35         |                 | 16              | 2               |                    | 39                 | 8                  |             | -           | -           | 211    | 45     |
| 2015-2016          | Siviglia           | PD                 | 32         | 4          | CR              | 7               | 1               | UCL+UEL            | 6+6                | 2+0                | SU          | 1           | 1           | 52     | 8      |
| ago. 2016          | Siviglia           | PD                 | 0          | 0          | CR              | 0               | 0               | UCL                | 0                  | 0                  | SU+SS       | 1+1         | 1+0         | 2      | 1      |
| Totale Siviglia    | Totale Siviglia    | Totale Siviglia    | 32         | 4          |                 | 7               | 1               |                    | 12                 | 2                  |             | 3           | 2           | 54     | 9      |
| ago. 2016-2017     | Schalke 04         | BL                 | 17         | 1          | CG              | 2               | 3               | UEL                | 8                  | 2                  |             | -           | -           | 27     | 6      |
| 2017-2018          | Schalke 04         | BL                 | 27         | 4          | CG              | 5               | 4               | -                  | -                  | -                  | -           | -           | -           | 32     | 8      |
| 2018-2019          | Schalke 04         | BL                 | 13         | 1          | CG              | 2               | 0               | UCL                | 6                  | 0                  | -           | -           | -           | 21     | 1      |
| Totale Schalke 04  | Totale Schalke 04  | Totale Schalke 04  | 57         | 6          |                 | 7               | 5               |                    | 14                 | 2                  |             |             |             | 78     | 13     |
| 2019-2020          | Šachtar            | PL                 | 20         | 4          | KU              | 1               | 0               | UCL+UEL            | 4+5                | 1+0                | SU          | -           | -           | 30     | 5      |
| 2020-2021          | Šachtar            | PL                 | 8          | 0          | KU              | 1               | 0               | UCL+UEL            | 0+4                | 0                  | SU          | 1           | 0           | 14     | 0      |
| 2021-feb. 2022     | Šachtar            | PL                 | 0          | 0          | KU              | 0               | 0               | UCL                | 2                  | 0                  | SU          | 0           | 0           | 2      | 0      |
| Totale Šachtar     | Totale Šachtar     | Totale Šachtar     | 28         | 4          |                 | 2               | 0               |                    | 15                 | 1                  |             | 1           | 0           | 46     | 5      |
| feb.-giu. 2022     | KS Cracovia        | EK                 | 10         | 0          | CP              | -               | -               | -                  | -                  | -                  | -           | -           | -           | 10     | 0      |
| 2022-2023          | KS Cracovia        | EK                 | 26         | 2          | CP              | 2               | 2               | -                  | -                  | -                  | -           | -           | -           | 28     | 4      |
| Totale KS Cracovia | Totale KS Cracovia | Totale KS Cracovia | 36         | 2          |                 | 2               | 2               |                    | -                  | -                  |             | -           | -           | 38     | 4      |
| 2023-2024          | CFR Cluj           | L1                 | 3          | 0          | CR              | 0               | 0               | UECL               | 1                  | 0                  | -           | -           | -           | 4      | 0      |
| Totale carriera    | Totale carriera    | Totale carriera    | 312        | 51         |                 | 34              | 10              |                    | 81                 | 13                 |             | 4           | 2           | 431    | 76     |

### Cronologia presenze e reti in nazionale
| Cronologia completa delle presenze e delle reti in nazionale ― Ucraina | Cronologia completa delle presenze e delle reti in nazionale ― Ucraina | Cronologia completa delle presenze e delle reti in nazionale ― Ucraina | Cronologia completa delle presenze e delle reti in nazionale ― Ucraina | Cronologia completa delle presenze e delle reti in nazionale ― Ucraina | Cronologia completa delle presenze e delle reti in nazionale ― Ucraina | Cronologia completa delle presenze e delle reti in nazionale ― Ucraina | Cronologia completa delle presenze e delle reti in nazionale ― Ucraina |
| Data                                                                   | Città                                                                  | In casa                                                                | Risultato                                                              | Ospiti                                                                 | Competizione                                                           | Reti                                                                   | Note                                                                   |
| ---------------------------------------------------------------------- | ---------------------------------------------------------------------- | ---------------------------------------------------------------------- | ---------------------------------------------------------------------- | ---------------------------------------------------------------------- | ---------------------------------------------------------------------- | ---------------------------------------------------------------------- | ---------------------------------------------------------------------- |
| 25-5-2010                                                              | Charkiv                                                                | Ucraina                                                                | 4 – 0                                                                  | Lituania                                                               | Amichevole                                                             | -                                                                      |                                                                        |
| 29-5-2010                                                              | Leopoli                                                                | Ucraina                                                                | 3 – 2                                                                  | Romania                                                                | Amichevole                                                             | 1                                                                      |                                                                        |
| 2-6-2010                                                               | Oslo                                                                   | Norvegia                                                               | 0 – 1                                                                  | Ucraina                                                                | Amichevole                                                             | -                                                                      | 90’                                                                    |
| 11-8-2010                                                              | Donec'k                                                                | Ucraina                                                                | 1 – 1                                                                  | Paesi Bassi                                                            | Amichevole                                                             | -                                                                      |                                                                        |
| 7-9-2010                                                               | Kiev                                                                   | Ucraina                                                                | 2 – 1                                                                  | Cile                                                                   | Amichevole                                                             | -                                                                      | 71’                                                                    |
| 17-11-2010                                                             | Ginevra                                                                | Svizzera                                                               | 2 – 2                                                                  | Ucraina                                                                | Amichevole                                                             | 1                                                                      | 87’                                                                    |
| 8-2-2011                                                               | Paralimni                                                              | Romania                                                                | 2 – 2                                                                  | Ucraina                                                                | Amichevole                                                             | -                                                                      | 69’                                                                    |
| 9-2-2011                                                               | Nicosia                                                                | Svezia                                                                 | 1 – 1 dts (4 - 5 dtr)                                                  | Ucraina                                                                | Amichevole                                                             | -                                                                      | 46’                                                                    |
| 10-8-2011                                                              | Charkiv                                                                | Ucraina                                                                | 0 – 1                                                                  | Svezia                                                                 | Amichevole                                                             | -                                                                      | 55’                                                                    |
| 2-9-2011                                                               | Charkiv                                                                | Ucraina                                                                | 2 – 3                                                                  | Uruguay                                                                | Amichevole                                                             | 1                                                                      | 79’                                                                    |
| 6-9-2011                                                               | Praga                                                                  | Rep. Ceca                                                              | 4 – 0                                                                  | Ucraina                                                                | Amichevole                                                             | -                                                                      | 52’                                                                    |
| 7-10-2011                                                              | Sofia                                                                  | Bulgaria                                                               | 0 – 3                                                                  | Ucraina                                                                | Amichevole                                                             | -                                                                      | 46’                                                                    |
| 11-10-2011                                                             | Tallinn                                                                | Estonia                                                                | 0 – 2                                                                  | Ucraina                                                                | Amichevole                                                             | -                                                                      |                                                                        |
| 11-11-2011                                                             | Kiev                                                                   | Ucraina                                                                | 3 – 3                                                                  | Germania                                                               | Amichevole                                                             | 1                                                                      | 80’- 89’                                                               |
| 15-11-2011                                                             | Leopoli                                                                | Ucraina                                                                | 2 – 1                                                                  | Austria                                                                | Amichevole                                                             | -                                                                      | 85’                                                                    |
| 29-2-2012                                                              | Petah Tiqwa                                                            | Israele                                                                | 2 – 3                                                                  | Ucraina                                                                | Amichevole                                                             | 1                                                                      |                                                                        |
| 28-5-2012                                                              | Kufstein                                                               | Estonia                                                                | 0 – 4                                                                  | Ucraina                                                                | Amichevole                                                             | -                                                                      |                                                                        |
| 1-6-2012                                                               | Innsbruck                                                              | Austria                                                                | 3 – 2                                                                  | Ucraina                                                                | Amichevole                                                             | -                                                                      | 59’                                                                    |
| 5-6-2012                                                               | Ingolstadt                                                             | Turchia                                                                | 2 – 0                                                                  | Ucraina                                                                | Amichevole                                                             | -                                                                      | 25’                                                                    |
| 11-6-2012                                                              | Kiev                                                                   | Ucraina                                                                | 2 – 1                                                                  | Svezia                                                                 | Euro 2012 - 1º turno                                                   | -                                                                      | 90+2’                                                                  |
| 15-6-2012                                                              | Donec'k                                                                | Ucraina                                                                | 0 – 2                                                                  | Francia                                                                | Euro 2012 - 1º turno                                                   | -                                                                      |                                                                        |
| 19-6-2012                                                              | Donec'k                                                                | Inghilterra                                                            | 1 – 0                                                                  | Ucraina                                                                | Euro 2012 - 1º turno                                                   | -                                                                      |                                                                        |
| 15-8-2012                                                              | Leopoli                                                                | Ucraina                                                                | 0 – 0                                                                  | Rep. Ceca                                                              | Amichevole                                                             | -                                                                      | 46’                                                                    |
| 11-9-2012                                                              | Londra                                                                 | Inghilterra                                                            | 1 – 1                                                                  | Ucraina                                                                | Qual. Mondiali 2014                                                    | 1                                                                      |                                                                        |
| 16-10-2012                                                             | Kiev                                                                   | Ucraina                                                                | 0 – 1                                                                  | Montenegro                                                             | Qual. Mondiali 2014                                                    | -                                                                      |                                                                        |
| 6-2-2013                                                               | Siviglia                                                               | Norvegia                                                               | 0 – 2                                                                  | Ucraina                                                                | Amichevole                                                             | -                                                                      | 46’- 86’                                                               |
| 2-6-2013                                                               | Kiev                                                                   | Ucraina                                                                | 0 – 0                                                                  | Camerun                                                                | Amichevole                                                             | -                                                                      |                                                                        |
| 7-6-2013                                                               | Podgorica                                                              | Montenegro                                                             | 0 – 4                                                                  | Ucraina                                                                | Qual. Mondiali 2014                                                    | 1                                                                      |                                                                        |
| 14-8-2013                                                              | Kiev                                                                   | Ucraina                                                                | 2 – 0                                                                  | Israele                                                                | Amichevole                                                             | -                                                                      | 46’                                                                    |
| 6-9-2013                                                               | Leopoli                                                                | Ucraina                                                                | 9 – 0                                                                  | San Marino                                                             | Qual. Mondiali 2014                                                    | 1                                                                      |                                                                        |
| 10-9-2013                                                              | Kiev                                                                   | Ucraina                                                                | 0 – 0                                                                  | Inghilterra                                                            | Qual. Mondiali 2014                                                    | -                                                                      |                                                                        |
| 11-10-2013                                                             | Charkiv                                                                | Ucraina                                                                | 1 – 0                                                                  | Polonia                                                                | Qual. Mondiali 2014                                                    | -                                                                      |                                                                        |
| 15-10-2013                                                             | Serravalle                                                             | San Marino                                                             | 0 – 8                                                                  | Ucraina                                                                | Qual. Mondiali 2014                                                    | -                                                                      | 60’ 77’                                                                |
| 15-11-2013                                                             | Kiev                                                                   | Ucraina                                                                | 2 – 0                                                                  | Francia                                                                | Qual. Mondiali 2014                                                    | -                                                                      | 90+2’                                                                  |
| 19-11-2013                                                             | Saint-Denis                                                            | Francia                                                                | 3 – 0                                                                  | Ucraina                                                                | Qual. Mondiali 2014                                                    | -                                                                      |                                                                        |
| 5-3-2014                                                               | Larnaca                                                                | Ucraina                                                                | 2 – 0                                                                  | Stati Uniti                                                            | Amichevole                                                             | -                                                                      | 65’                                                                    |
| 22-5-2014                                                              | Kiev                                                                   | Ucraina                                                                | 2 – 1                                                                  | Niger                                                                  | Amichevole                                                             | -                                                                      | 62’                                                                    |
| 9-10-2014                                                              | Minsk                                                                  | Bielorussia                                                            | 0 – 2                                                                  | Ucraina                                                                | Qual. Euro 2016                                                        | -                                                                      |                                                                        |
| 12-10-2014                                                             | Kiev                                                                   | Ucraina                                                                | 1 – 0                                                                  | Macedonia                                                              | Qual. Euro 2016                                                        | -                                                                      |                                                                        |
| 15-11-2014                                                             | Lussemburgo                                                            | Lussemburgo                                                            | 0 – 3                                                                  | Ucraina                                                                | Qual. Euro 2016                                                        | -                                                                      | 76’                                                                    |
| 18-11-2014                                                             | Kiev                                                                   | Ucraina                                                                | 0 – 0                                                                  | Lituania                                                               | Amichevole                                                             | -                                                                      | 46’- 72’                                                               |
| 27-3-2015                                                              | Siviglia                                                               | Spagna                                                                 | 1 – 0                                                                  | Ucraina                                                                | Qual. Euro 2016                                                        | -                                                                      |                                                                        |
| 31-3-2015                                                              | Leopoli                                                                | Ucraina                                                                | 1 – 1                                                                  | Lettonia                                                               | Amichevole                                                             | -                                                                      | 59’                                                                    |
| 9-6-2015                                                               | Linz                                                                   | Georgia                                                                | 1 – 2                                                                  | Ucraina                                                                | Amichevole                                                             | 1                                                                      | 76’                                                                    |
| 14-6-2015                                                              | Leopoli                                                                | Ucraina                                                                | 3 – 0                                                                  | Lussemburgo                                                            | Qual. Euro 2016                                                        | 1                                                                      |                                                                        |
| 5-9-2015                                                               | Leopoli                                                                | Ucraina                                                                | 3 – 1                                                                  | Bielorussia                                                            | Qual. Euro 2016                                                        | 1                                                                      |                                                                        |
| 8-9-2015                                                               | Žilina                                                                 | Slovacchia                                                             | 0 – 0                                                                  | Ucraina                                                                | Qual. Euro 2016                                                        | -                                                                      | 79’                                                                    |
| 9-10-2015                                                              | Skopje                                                                 | Macedonia                                                              | 0 – 2                                                                  | Ucraina                                                                | Qual. Euro 2016                                                        | -                                                                      |                                                                        |
| 12-10-2015                                                             | Kiev                                                                   | Ucraina                                                                | 0 – 1                                                                  | Spagna                                                                 | Qual. Euro 2016                                                        | -                                                                      |                                                                        |
| 14-11-2015                                                             | Leopoli                                                                | Ucraina                                                                | 2 – 0                                                                  | Slovenia                                                               | Qual. Euro 2016                                                        | -                                                                      | cap.                                                                   |
| 17-11-2015                                                             | Maribor                                                                | Slovenia                                                               | 1 – 1                                                                  | Ucraina                                                                | Qual. Euro 2016                                                        | -                                                                      | cap. 4’ 90+6’                                                          |
| 29-5-2016                                                              | Torino                                                                 | Romania                                                                | 3 – 4                                                                  | Ucraina                                                                | Amichevole                                                             | 1                                                                      |                                                                        |
| 3-6-2016                                                               | Bergamo                                                                | Albania                                                                | 1 – 3                                                                  | Ucraina                                                                | Amichevole                                                             | 1                                                                      |                                                                        |
| 12-6-2016                                                              | Lilla                                                                  | Germania                                                               | 2 – 0                                                                  | Ucraina                                                                | Euro 2016 - 1º turno                                                   | -                                                                      | 68’                                                                    |
| 16-6-2016                                                              | Lione                                                                  | Ucraina                                                                | 0 – 2                                                                  | Irlanda del Nord                                                       | Euro 2016 - 1º turno                                                   | -                                                                      |                                                                        |
| 21-6-2016                                                              | Marsiglia                                                              | Ucraina                                                                | 0 – 1                                                                  | Polonia                                                                | Euro 2016 - 1º turno                                                   | -                                                                      |                                                                        |
| 5-9-2016                                                               | Kiev                                                                   | Ucraina                                                                | 1 – 1                                                                  | Islanda                                                                | Qual. Mondiali 2018                                                    | -                                                                      |                                                                        |
| 6-10-2016                                                              | Konya                                                                  | Turchia                                                                | 2 – 2                                                                  | Ucraina                                                                | Qual. Mondiali 2018                                                    | -                                                                      | 82’                                                                    |
| 9-10-2016                                                              | Cracovia                                                               | Ucraina                                                                | 3 – 0                                                                  | Kosovo                                                                 | Qual. Mondiali 2018                                                    | -                                                                      | 79’                                                                    |
| 12-11-2016                                                             | Odessa                                                                 | Ucraina                                                                | 1 – 0                                                                  | Finlandia                                                              | Qual. Mondiali 2018                                                    | -                                                                      | 83’                                                                    |
| 24-3-2017                                                              | Zagabria                                                               | Croazia                                                                | 1 – 0                                                                  | Ucraina                                                                | Qual. Mondiali 2018                                                    | -                                                                      |                                                                        |
| 6-6-2017                                                               | Graz                                                                   | Ucraina                                                                | 0 – 1                                                                  | Malta                                                                  | Amichevole                                                             | -                                                                      | 46’                                                                    |
| 11-6-2017                                                              | Tampere                                                                | Finlandia                                                              | 1 – 2                                                                  | Ucraina                                                                | Qual. Mondiali 2018                                                    | 1                                                                      |                                                                        |
| 2-9-2017                                                               | Charkiv                                                                | Ucraina                                                                | 2 – 0                                                                  | Turchia                                                                | Qual. Mondiali 2018                                                    | -                                                                      |                                                                        |
| 5-9-2017                                                               | Reykjavík                                                              | Islanda                                                                | 2 – 0                                                                  | Ucraina                                                                | Qual. Mondiali 2018                                                    | -                                                                      |                                                                        |
| 6-10-2017                                                              | Scutari                                                                | Kosovo                                                                 | 0 – 2                                                                  | Ucraina                                                                | Qual. Mondiali 2018                                                    | -                                                                      |                                                                        |
| 9-10-2017                                                              | Kiev                                                                   | Ucraina                                                                | 0 – 2                                                                  | Croazia                                                                | Qual. Mondiali 2018                                                    | -                                                                      |                                                                        |
| 10-11-2017                                                             | Leopoli                                                                | Ucraina                                                                | 2 – 1                                                                  | Slovacchia                                                             | Amichevole                                                             | 1                                                                      |                                                                        |
| 23-3-2018                                                              | Marbella                                                               | Arabia Saudita                                                         | 1 – 1                                                                  | Ucraina                                                                | Amichevole                                                             | -                                                                      | cap.                                                                   |
| 27-3-2018                                                              | Liegi                                                                  | Giappone                                                               | 1 – 2                                                                  | Ucraina                                                                | Amichevole                                                             | -                                                                      | 79’                                                                    |
| 31-5-2018                                                              | Ginevra                                                                | Marocco                                                                | 0 – 0                                                                  | Ucraina                                                                | Amichevole                                                             | -                                                                      | 76’                                                                    |
| 3-6-2018                                                               | Zurigo                                                                 | Albania                                                                | 1 – 4                                                                  | Ucraina                                                                | Amichevole                                                             | 2                                                                      |                                                                        |
| 6-9-2018                                                               | Uherské Hradiště                                                       | Rep. Ceca                                                              | 1 – 2                                                                  | Ucraina                                                                | UEFA Nations League 2018-2019 - 1º turno                               | 1                                                                      | 66’                                                                    |
| 9-9-2018                                                               | Kiev                                                                   | Ucraina                                                                | 1 – 0                                                                  | Slovacchia                                                             | UEFA Nations League 2018-2019 - 1º turno                               | -                                                                      | 64’ 78’                                                                |
| 10-10-2018                                                             | Genova                                                                 | Italia                                                                 | 1 – 1                                                                  | Ucraina                                                                | Amichevole                                                             | -                                                                      | 73’                                                                    |
| 16-10-2018                                                             | Kiev                                                                   | Ucraina                                                                | 1 – 0                                                                  | Rep. Ceca                                                              | UEFA Nations League 2018-2019 - 1º turno                               | -                                                                      | 70’                                                                    |
| 16-11-2018                                                             | Trnava                                                                 | Slovacchia                                                             | 4 – 1                                                                  | Ucraina                                                                | UEFA Nations League 2018-2019 - 1º turno                               | 1                                                                      | cap. 65’                                                               |
| 20-11-2018                                                             | Adalia                                                                 | Turchia                                                                | 0 – 0                                                                  | Ucraina                                                                | Amichevole                                                             | -                                                                      | cap. 64’                                                               |
| 22-3-2019                                                              | Lisbona                                                                | Portogallo                                                             | 0 – 0                                                                  | Ucraina                                                                | Qual. Euro 2020                                                        | -                                                                      | 87’                                                                    |
| 25-3-2019                                                              | Lussemburgo                                                            | Lussemburgo                                                            | 1 – 2                                                                  | Ucraina                                                                | Qual. Euro 2020                                                        | -                                                                      |                                                                        |
| 7-6-2019                                                               | Leopoli                                                                | Ucraina                                                                | 5 – 0                                                                  | Serbia                                                                 | Qual. Euro 2020                                                        | 2                                                                      | 76’                                                                    |
| 10-6-2019                                                              | Leopoli                                                                | Ucraina                                                                | 1 – 0                                                                  | Lussemburgo                                                            | Qual. Euro 2020                                                        | -                                                                      | 80’                                                                    |
| 10-9-2019                                                              | Dnipropetrovsk                                                         | Ucraina                                                                | 2 – 2                                                                  | Nigeria                                                                | Amichevole                                                             | -                                                                      | 73’                                                                    |
| 11-10-2019                                                             | Kharkiv                                                                | Ucraina                                                                | 2 – 0                                                                  | Lituania                                                               | Qual. Euro 2020                                                        | -                                                                      | 59’                                                                    |
| 14-10-2019                                                             | Kiev                                                                   | Ucraina                                                                | 2 – 1                                                                  | Portogallo                                                             | Qual. Euro 2020                                                        | -                                                                      | 63’                                                                    |
| 3-9-2020                                                               | Leopoli                                                                | Ucraina                                                                | 2 – 1                                                                  | Svizzera                                                               | UEFA Nations League 2020-2021 - 1º turno                               | -                                                                      | 54’                                                                    |
| 26-3-2023                                                              | Londra                                                                 | Inghilterra                                                            | 2 – 0                                                                  | Ucraina                                                                | Qual. Euro 2024                                                        | -                                                                      | 90’                                                                    |
| Totale                                                                 |                                                                        | Presenze (8º posto)                                                    | 87                                                                     |                                                                        | Reti (3º posto)                                                        | 21                                                                     |                                                                        |

## Palmarès

### Club

#### Competizioni nazionali
- Campionato ucraino: 1

Šachtar: 2019-2020
- Supercoppa d'Ucraina: 1

Šachtar: 2021

#### Competizioni internazionali
- UEFA Europa League: 1

Siviglia: 2015-2016

### Individuali
- Calciatore ucraino dell'anno: 3

2010, 2012, 2013
- Miglior giocatore del Campionato ucraino ("Komanda"): 1

2013
- Squadra della stagione della UEFA Europa League: 1

2014-2015